# 追手門學院大學

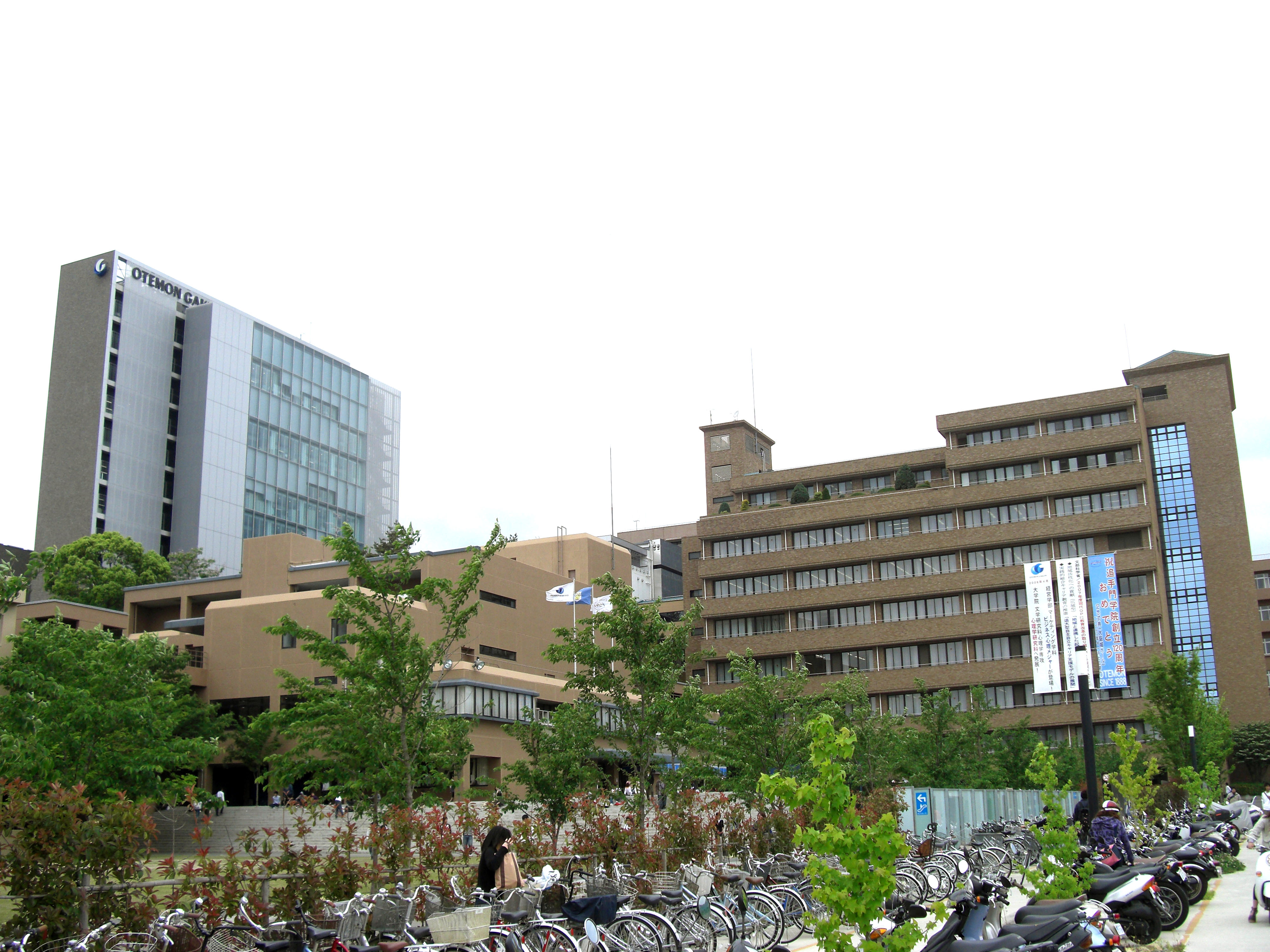
校舍一景

追手門學院大學（英語：Otemon Gakuin University）是一所建立於日本大阪府茨木市的私立大學。

## 历史
設置於1966年。起源可以追溯到高島鞆之助於1888年創設的大阪偕行社学院附屬小学校。

## 外部連結
- 官方網站 （页面存档备份，存于）